# Anchoïade
Pour les articles homonymes, voir anchois.
Une anchoïade est une recette et une spécialité traditionnelle de la cuisine provençale, à base d'anchois, de câpres, d'huile d'olive, et d'ail, traditionnellement pilonnés dans un mortier. Variante du pissalat niçois, ou de la tapenade, elle est traditionnellement consommée en apéritif sur des tranches de pain, ou bien en « fondue occitane » chaude ou froide avec des crudités (bâtonnets de légumes crus trempés dans la préparation).

## Histoire
La version provençale de la recette est éditée en 1899 dans l'ouvrage culinaire Cuisinière provençale, du chef cuisinier Jean-Baptiste Reboul. Fréquemment consommée en apéritif provençal, elle peut entrer dans la composition de salade ou de recette de cuisine provençale, et peut également être servie chaude en hiver, à l'image de l'aïoli ou de l'aïoli garni. 

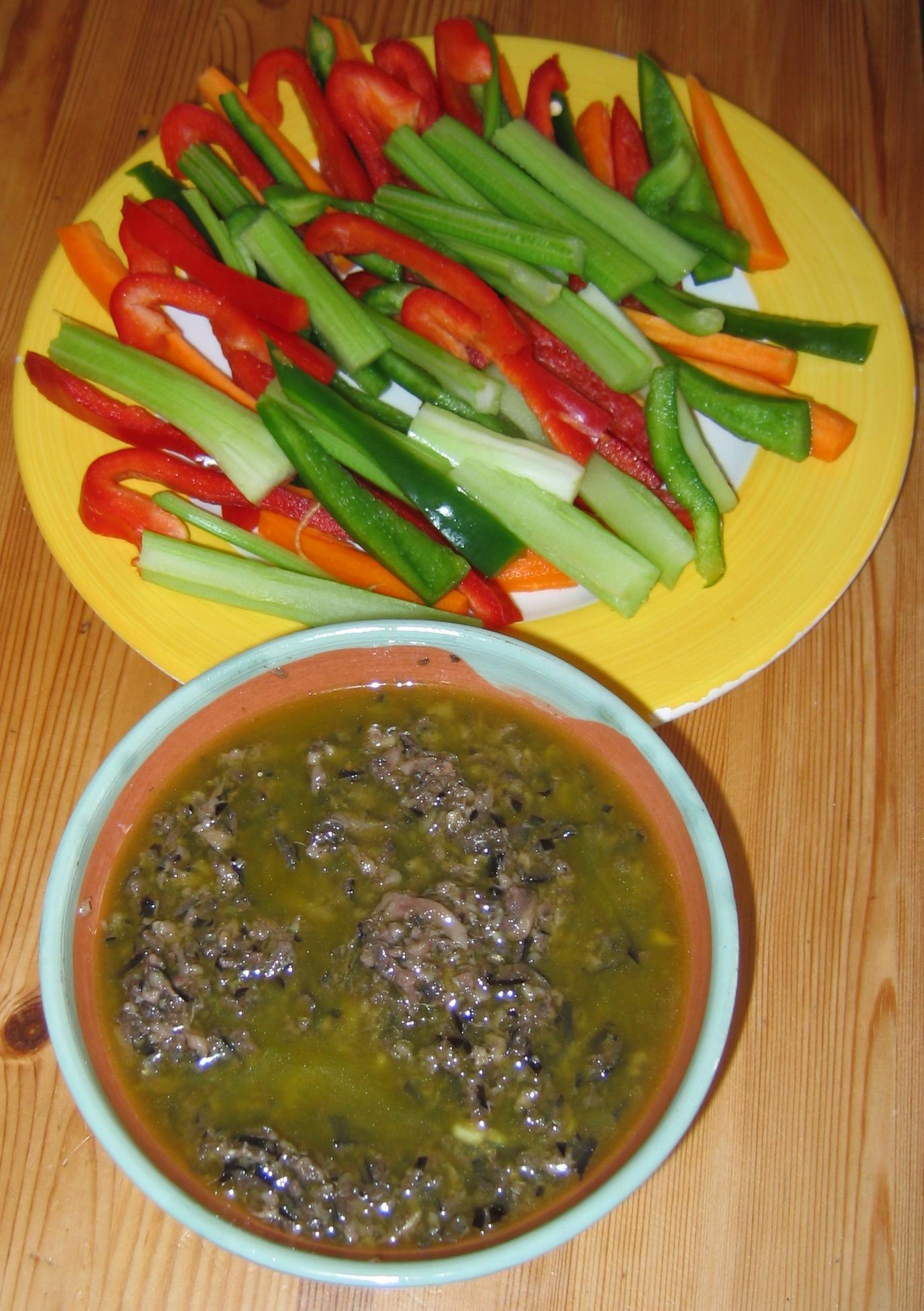
En « fondue occitane ».

L'anchoïade s'est étendue à la cuisine occitane, cuisine italienne, ou cuisine espagnole, sous de nombreuses déclinaisons (anchoïade niçoise, anchoïade camarguaise, bagna cauda piémontaise, anxovada, antipasti, tapas…).

## Sauce et mets
Cette préparation de pâte d'anchois, de câpres, d'huile d'olive, et d'ail est tartinée sur des toasts ou des mouillettes. Le plat est accompagné de crudités de saison accompagnées de cette sauce (tomate, céleri, radis, carotte, poivron, courgette, concombre, fenouil, endive, chou-fleur...) et parfois d'œuf dur. Les différents légumes ou crudités sont présentés crus, émincés ou coupés en dés, présentés dans un bol ou sur un plateau, afin d'être croqués après avoir été trempés dans la sauce.